# رساتر از کلمات
«رساتر از کلمات» (به انگلیسی: Louder than Words) تک‌آهنگی از پینک فلوید است که در ۱۴ اکتبر ۲۰۱۴ منتشر شد. این تک‌آهنگ در آلبوم رودخانه بی‌پایان قرار داشت.